# Janet Köhler
Janet Köhler (* 11. März 1987 in Hoyerswerda) ist eine deutsche Badminton- und Crossmintonspielerin sowie Polizistin.

## Karriere
Janet Köhler gewann nach zahlreichen sächsischen und Nachwuchstiteln 2007 mit Bronze im Dameneinzel ihre erste Medaille bei deutschen Meisterschaften. 2008, 2009 und 2010 folgten weitere Medaillengewinne im Einzel, Doppel und mit der Mannschaft.
2011 wurde sie die erste Speed-Badminton-Weltmeisterin. Bei der dritten jetzt Crossminton-WM genannten Meisterschaft belegte die in Berlin lebende Köhler nach der Weltranglistenersten Jasmina Keber aus Slowenien den 2. Platz bei den Damen.

## Sportliche Erfolge
| Saison      | Veranstaltung                         | Disziplin   | Platz | Name |
| ----------- | ------------------------------------- | ----------- | ----- | --- |
| 2001/2002   | Deutsche Einzelmeisterschaft U15      | Dameneinzel | 3     | Janet Köhler (BV Hoyerswerda 1960 e. V.) |
| 2002/2003   | Deutsche Einzelmeisterschaft U17      | Damendoppel | 5     | Janet Köhler (Radebeuler BV) / Daniela Wolf (TSV Dresden) |
| 2002/2003   | Deutsche Einzelmeisterschaft U17      | Mixed       | 5     | Daniel Benz / Janet Köhler (Radebeuler BV) |
| 2002/2003   | Deutsche Einzelmeisterschaft U17      | Dameneinzel | 1     | Janet Köhler (Radebeuler BV) |
| 2003        | Sächsische Landesmeisterschaft        | Dameneinzel | 1     | Janet Köhler (Radebeuler BV) |
| 2003/2004   | Deutsche Einzelmeisterschaft U17      | Dameneinzel | 1     | Janet Köhler (Radebeuler BV) |
| 2003/2004   | Deutsche Einzelmeisterschaft U17      | Damendoppel | 1     | Anne-Christin Reiter / Janet Köhler (BSC 95 Schwerin / Radebeuler BV) |
| 2004/2005   | Deutsche Einzelmeisterschaft U19      | Damendoppel | 3     | Anne-Christin Reiter / Janet Köhler (EBT Berlin / 1. BV Mülheim) |
| 2004/2005   | Deutsche Einzelmeisterschaft U19      | Dameneinzel | 2     | Janet Köhler (1. BV Mülheim) |
| 2004/2005   | Deutsche Mannschaftsmeisterschaft U19 | Mannschaft  | 1     | 1. BV Mülheim (Mathieu Pohl, Alexander Roovers, Robert Nysten, Fabian Lange, Adrian Gevelhoff, Janet Köhler, Katrin Rylender, Maike Unseld)                                                                           |
| 2005        | Junioren-Europameisterschaft          | Dameneinzel | 1     | Janet Köhler |
| 2005/2006   | Deutsche Einzelmeisterschaft U19      | Damendoppel | 1     | Anne-Christin Reiter / Janet Köhler (EBT Berlin / 1. BV Mülheim) |
| 2005/2006   | Deutsche Einzelmeisterschaft U19      | Dameneinzel | 1     | Janet Köhler (1. BV Mülheim) |
| 2005/2006   | Deutsche Einzelmeisterschaft U19      | Mixed       | 1     | Dieter Domke / Janet Köhler (PSV Ludwigshafen / 1. BV Mülheim) |
| 2006/2007   | Deutsche Einzelmeisterschaft          | Dameneinzel | 3     | Janet Köhler (SG EBT Berlin) |
| 2007/2008   | Deutsche Einzelmeisterschaft          | Dameneinzel | 3     | Janet Köhler (SG EBT Berlin) |
| 2007/2008   | Deutsche Einzelmeisterschaft          | Damendoppel | 3     | Annekatrin Lillie (BW Wittorf) / Janet Köhler (SG EBT Berlin) |
| 2007/2008   | Deutsche Mannschaftsmeisterschaft     | Mannschaft  | 3     | SG EBT Berlin (Xuan Chuan, Tim Dettmann, Dieter Domke, Conrad Hückstädt, Karsten Lehmann, Michał Łogosz, Johannes Schöttler, Johannes Szilagyi, Nicole Grether, Janet Köhler, Joanne Nicholas-Wright, Juliane Schenk) |
| 2008/2009   | Deutsche Einzelmeisterschaft          | Damendoppel | 2     | Janet Köhler (SG EBT Berlin) / Annekatrin Lillie (BW Wittorf) |
| 2008/2009   | Deutsche Einzelmeisterschaft          | Dameneinzel | 2     | Janet Köhler (SG EBT Berlin) |
| 2009 / 2010 | Deutsche Einzelmeisterschaft          | Damendoppel | 3     | Janet Köhler (TSV Trittau) / Katja Michalowsky (SV Unkel) |
| 2009/2010   | Deutsche Einzelmeisterschaft          | Dameneinzel | 3     | Janet Köhler (TSV Trittau) |
| 2011        | Speed-Badminton Weltmeisterschaft     | Dameneinzel | 1     | Janet Köhler |
| 2015        | Crossminton Weltmeisterschaft         | Dameneinzel | 2     | Janet Köhler |